# Ридду Ридду
«Ридду Ридду» (северносаам. Riddu Riđđu) — ежегодный фестиваль культуры, проходящий в Северной Норвегии. Изначально это был фестиваль саамской культуры, позже «Ридду Ридду» стал главным международным мультикультурным фестивалем коренных народов. Обычно проводится в июле. Фестиваль был признан властями Норвегии в 2007 году культурным событием национальной значимости.
В переводе с саамского «ридду-ридду» переводится как «небольшой шторм на побережье» (другой вариант — «крепнущий ветер с моря»).

## История фестиваля
В конце 1980-х, начале 1990-х годов в Норвегии наблюдался активный процесс национального возрождения саамов, связанный в первую очередь с тем, что им удалось добиться от норвежских властей прекращения проводимой в течение длительного времени по отношению к ненорвежскому населению Норвегии политики принудительной ассимиляции. В 1991 году был принят закон о введении с 1 января 1992 года в северонорвежской коммуне Кофьорд второго официального языка — северносаамского. Часть норвежского населения коммуны выразило в связи с этим резкий протест. В этих условиях группа молодых саамов при поддержке норвежских саамских общественных организаций провела в конце 1991 года в коммуне Кофьорд фестиваль культуры прибрежных саамов Норвегии.

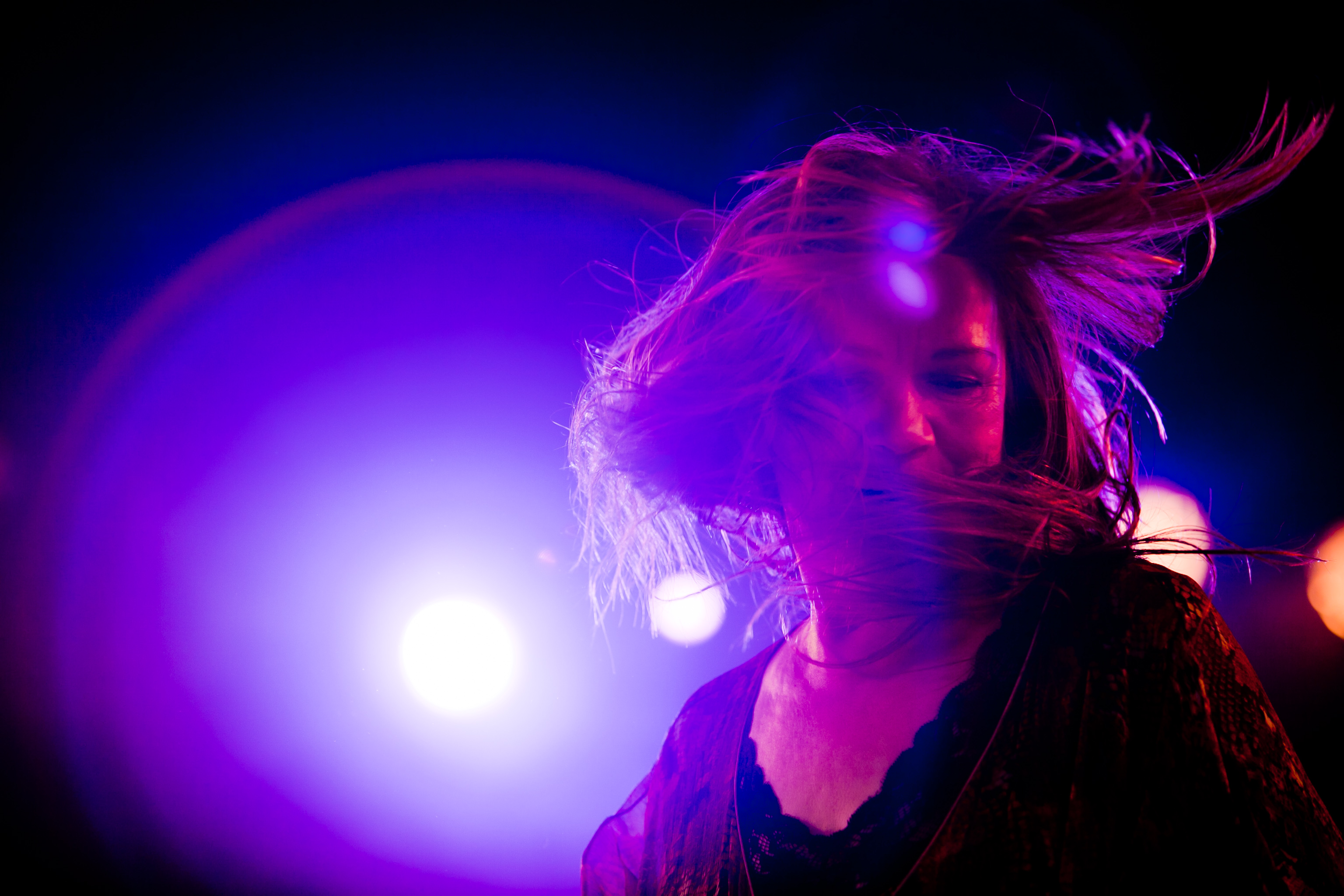
На фестивале выступает всемирно известная норвежская саамская певица Мари Бойне (2010)

Постепенно «Ридду Ридду» стал фестивалем коренных народов севера; позже в программе стали всё в большей степени появляться исполнители, представляющие и другие культуры. На фестивале 2010 года, к примеру, выступали музыканты из Занзибара, танцоры из Суринама, певец из Бурятии Алдар Дашиев, а также музыкальный коллектив, исполняющий музыку российских вепсов.

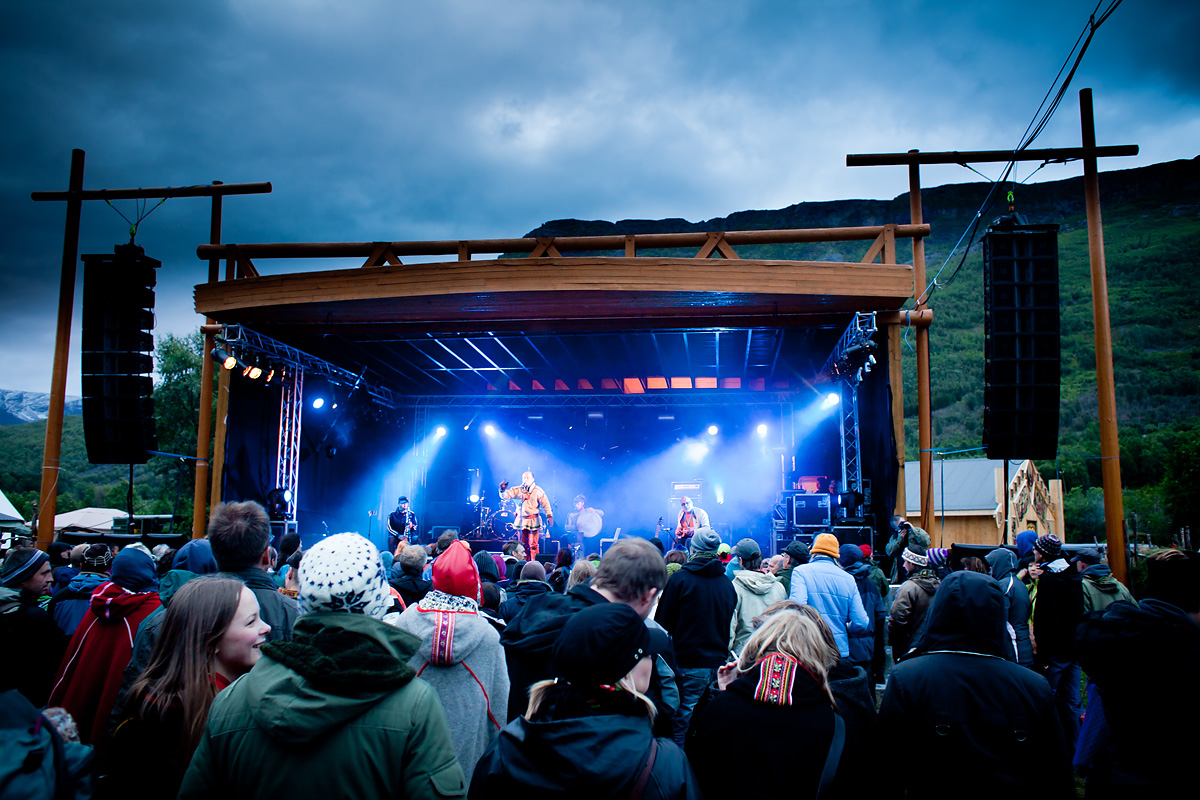
На фестивале выступает Вимме, финский саамский исполнитель йойка (2010)

В 1998 году была учреждена организация Riddu Riđđu Searvi, которая взяла на себя ответственность за проведения фестиваля. Поддержку фестивалю оказывают норвежское Министерство культуры и по делам церкви, Саамский парламент Норвегии, а также местные власти губернии (фюльке) Тромс и коммуны Кофьорд.
В программе фестиваля — музыкальные выступления, театральные постановки, литературные мероприятия, молодёжный лагерь, семинары, художественные выставки; имеется несколько специальных программ — детская программа, программа северных народов, кинопрограмма; представлены традиционные жилища различных народов; работают специализированные магазины и рынок. Большинство выступлений проходит на временной сцене, возводимой в норвежской деревне Мандален. Число туристов, посещающих фестиваль, составляет несколько тысяч человек, большая часть которых размещается в палатках в долине рядом с Мандаленом.
После того, как властями Норвегии «Ридду Ридду» был признан в 2007 году культурным событием национальной значимости, фестиваль стал получать существенную государственную поддержку.

## Ридду Ридду-2011
Директор фестиваля 2011 года — госпожа Ragnhild Dalheim Eriksen.
Двадцатый фестиваль «Ридду Ридду» должен был пройти с 20 по 24 июля 2011 года, однако после того, как стало известно о совершённых 22 июля террористических актах в Осло и на острове Утёйа, оригинальная программа была отменена. 23 июля на фестивале прошёл концерт, посвящённый памяти жертв.
В фестивале участвовали представители коренных и малочисленных народов Бразилии, Новой Зеландии, Перу, Эквадора. Народы России на фестивале были представлены исполнителем нганасанского горлового пения Алексеем Чунанчаром, ансамблем «Хэйро», мастером долганской национальной вышивки Александрой Сотниковой, резчиками по оленьему рогу и кости мамонта Василием Батагаем и Николаем Лаптуковым.

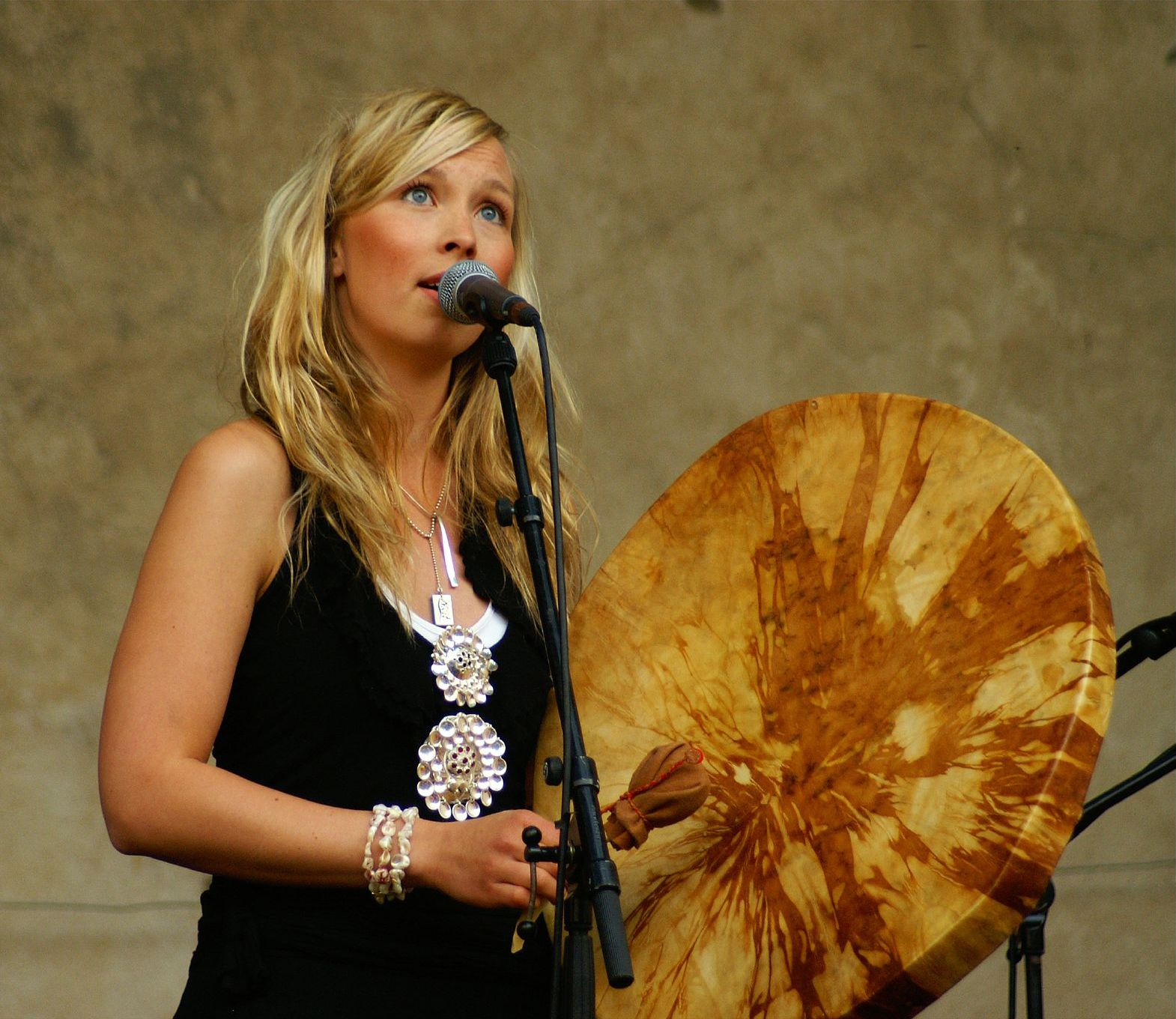
София Яннок, хедлайнер фестиваля 2012 года

## Ридду Ридду-2012
21-й фестиваль «Ридду Ридду» прошёл с 11 по 15 июля 2012 года.
Хедлайнером фестиваля в этом году стала шведская саамская певица София Яннок. В рамках фестиваля прошли различные мероприятия со своими программами — Детский фестиваль (11—13 июля), фестиваль фильмов коренных народов.

## Ридду Ридду-2013
22-й фестиваль «Ридду Ридду» прошёл с 10 по 14 июля 2013 года.

## Ридду Ридду-2017
В 2017 году фестиваль прошёл с 12 по 17 июля.